# Sacabocados

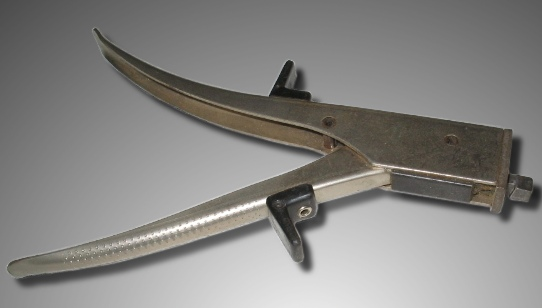
Pinza Sacabocados

Un sacabocados es una herramienta de corte utilizada para perforar láminas de metal, madera, papel, cartón, cuero, concreto u otros materiales, con mínima distorsión.
El sacabocados consiste típicamente en un punzón de forma tubular con un extremo afilado y una abertura que permite extraer el material luego de realizado el corte. Otra forma de sacabocados consiste en un punzón y una matriz, con un funcionamiento similar al troquel de corte.

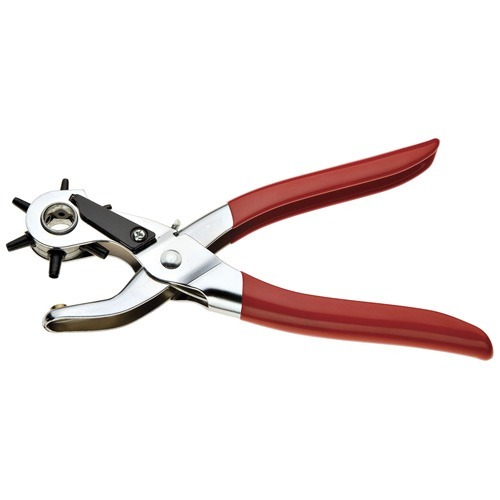
Pinza Sacabocados Tipo Revolver

La pieza a cortar se coloca entre el filo y la matriz, o una superficie plana de menor dureza que el filo si el sacabocados no requiere de matriz, y luego se ejerce presión sobre la pieza para realizar el corte. Esta presión puede realizarse por medio de un impacto o de forma gradual utilizando una prensa o una pinza.

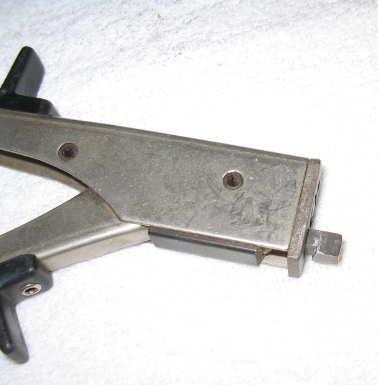
Detalle de sacabocados manual